# Закон о переселении индейцев

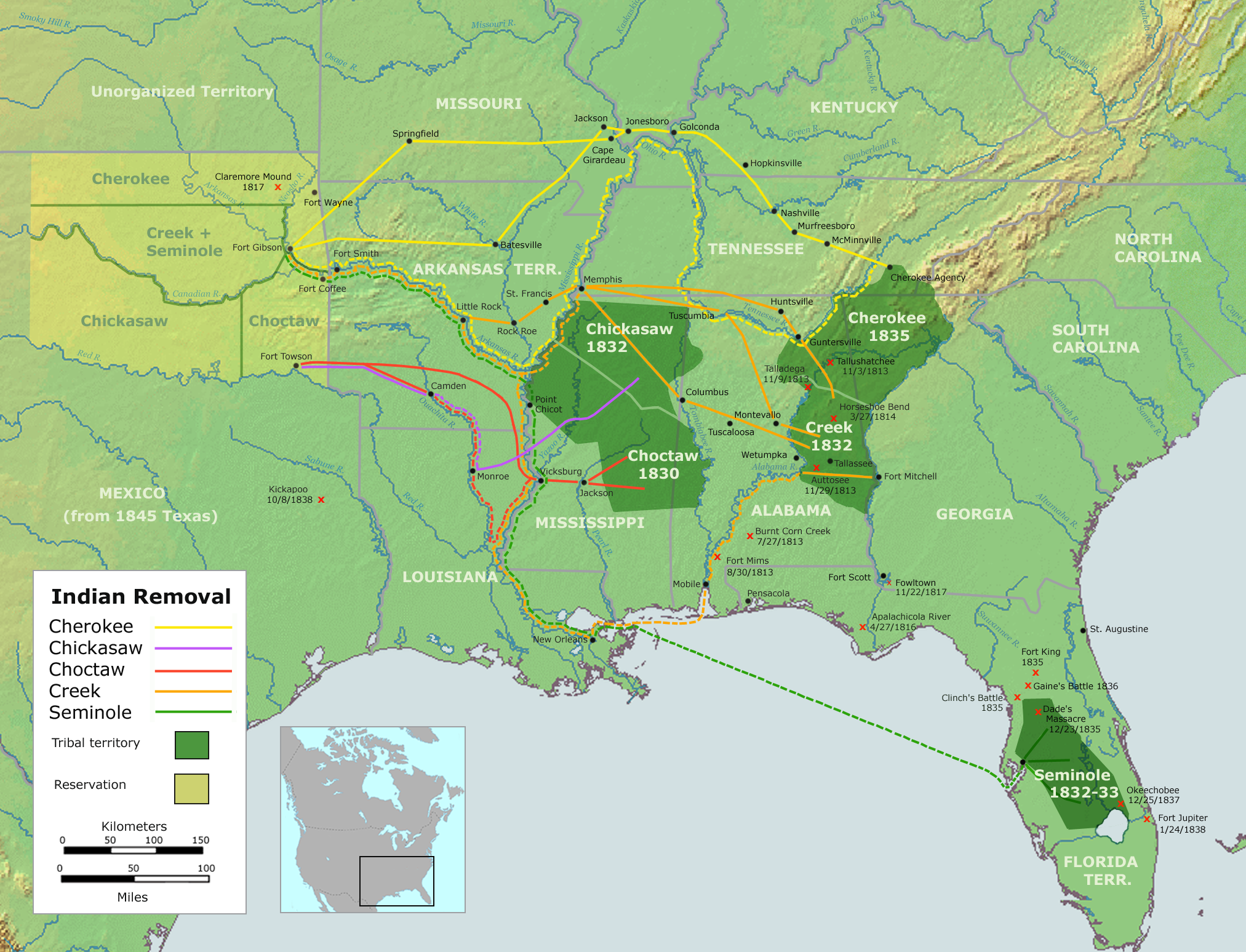
Переселение пяти индейских племён

Закон о переселении индейцев (англ. Indian Removal Act) — принятый конгрессом США и подписанный президентом Эндрю Джексоном закон о переселении индейцев из юго-восточных штатов на необжитые земли западнее реки Миссисипи. Закон вступил в силу 28 мая 1830 года.

## Положения
На первый взгляд, закон был составлен вполне благожелательно по отношению к индейцам. Переселение предполагалось как добровольное для тех, кто пожелает произвести «обмен землями», согласно формулировке закона. Правительство США обязывалось навечно закрепить новые земли за переселенцами и их потомками. В том случае, если индейцы покинут землю, на которой они произвели улучшения, им гарантировалась денежная компенсация за эти улучшения и добавленную стоимость. Конгресс выделил ассигнования на помощь переселенцам при переезде и обустройстве на новом месте, пособие в первый год после переселения, а также военную защиту от других враждебно настроенных племен.
На деле реализация закона привела к многочисленным человеческим жертвам на дороге слёз даже среди тех индейских племён, которые согласились на депортацию в «добровольно-принудительном» порядке. А потери племени чероки, которое армия США депортировала насильственно, составили около четверти его численности.

## Исторический контекст
Впервые идею переселения индейцев высказал президент Томас Джефферсон после покупки Луизианы в 1803 году. По его мнению, оно решило бы два вопроса: американцы европейского происхождения получили бы вожделенные земли восточных штатов, а коренные жители — сохранение традиционного образа жизни и защиту от пагубного контакта с белым человеком до тех пор, пока они не захотят и не смогут ассимилироваться в американское общество.
В первой половине XIX века Верховный суд США определил так называемую Доктрину открытия, согласно которой европейцы получили право на владение землями, которые они «открыли», а занимающие их коренные американцы сохраняют право проживать на землях, но не владеть ими (подобно арендаторам). К середине 1820-х годов быстрое освоение земель восточнее Миссисипи в штатах Теннесси, Джорджия, Алабама, Северная и Южная Каролина ясно показало, что белый человек не намерен терпеть соседство даже мирно настроенных племен и мириться с индейскими притязаниями на право владеть своими же исконными землями.
Президент Джексон энергично проводил в жизнь аграрную политику Демократической партии, а именно вытеснение индейцев, в которых видел препятствие на пути к «цивилизованному обществу», и облегчение доступа к земельному фонду белым поселенцам. Впервые он призвал принять Закон о переселении индейцев в речи после избрания в 1829 году и четко очертил свою политику в индейском вопросе во втором ежегодном послании к Конгрессу 6 декабря 1830 года, в котором сказал: «Я рад объявить Конгрессу, что великодушная политика правительства, неуклонно проводившаяся почти тридцать лет в отношении переселения индейцев, приближается к своему счастливому завершению».

## Дебаты
Закон пользовался большой поддержкой на американском Юге, который стремился заполучить богатые земли пяти цивилизованных племён. В частности Джорджия, крупнейший штат тогдашних США, вела многолетние земельные тяжбы с племенем чероки. Джексон рассчитывал, что переселение положит им конец.
Сторонники закона заявляли, что переселение будет гуманной мерой по защите индейской культуры и традиционного образа жизни. Им удобно было считать индейцев «детьми леса», неспособными влиться в «белую» цивилизацию, контакт с которой для них губителен. На фоне этих заявлений обращает на себя внимание тот факт, что переселение в первую очередь касалось тех племён, которые больше других переняли культуру белого человека.
Однако закон вызвал много споров. В течение нескольких лет между предложением и подписанием закона его противники — христианские миссионеры, северные виги, умеренные и федеральные судьи — заявляли, что он одновременно несправедлив и незаконен, поскольку нарушал земельные договоры, давно заключенные с южными племенами. Также высказывались опасения, что фактически он будет означать не добровольное переселение, а неизбежную депортацию большинства индейцев из указанных штатов, при которой невозможно будет избежать злоупотреблений.
Известными противниками закона были миссионер Джеремайя Эвартс, сенатор от Нью-Джерси Теодор Фрелингхойсен и конгрессмен Дэви Крокетт.
Джон Эндрю пишет: «Он [Эвартс] планировал организовать фалангу единомышленников-конгрессменов, чтобы выступить против переселения перед Палатой представителей и Сенатом, надеясь убедить сторонников Джексона, что аморальность переселения требует от них проголосовать против билля. В то же время он хотел и дальше бомбардировать публику письмами, статьями и памфлетами по индейскому вопросу и прочей информацией, которая могла бы создать волну общественного протеста против переселения».
6 апреля 1830 года сенатор Теодор Фрелингхойсен выступил с заключительной частью своей шестичасовой речи против закона, в которой сказал: «Берегитесь, как бы деспотичным посягательством на священные права наших индейских соседей нам не навлечь будущие муки совести».